# Carlo Minoretti

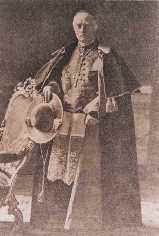
Carlo Kardinal Minoretti

Kardinalswappen

Carlo Dalmazio Kardinal Minoretti (* 17. September 1861 in Cogliate San Dalmazio, Provinz Monza und Brianza, Italien; † 13. März 1938 in Genua) war Erzbischof von Genua und Kardinal der Römischen Kirche.

## Leben
Carlo Dalmazio Minoretti studierte am Priesterseminar von Mailand die Fächer Katholische Theologie und Philosophie. 1884 empfing er das Sakrament der Priesterweihe. Anschließend arbeitete er als Gemeindeseelsorger in seinem Heimatbistum, ehe er im Jahre 1890 Dozent am Seminar von Monza wurde. Von 1907 bis 1909 unterrichtete er am Priesterseminar von Mailand. In den Jahren 1909 bis 1915 war er Pfarrer in Mailand.
1915 ernannte ihn Papst Benedikt XV. zum Bischof von Crema; die Bischofsweihe spendete ihm der 1987 seliggesprochene Erzbischof von Mailand, Andrea Carlo Kardinal Ferrari; Mitkonsekratoren waren Pietro Viganò und Giovanni Mauri, Weihbischof in Mailand. 1925 beauftragte ihn Papst Pius XI. mit der Leitung des Erzbistums Genua. Carlo Dalmazio Minoretti wurde von Pius IX. im Konsistorium vom  16. Dezember 1929 als Kardinalpriester in das Kardinalskollegium aufgenommen und erhielt kurz darauf den Galero die Titelkirche Sant’Eusebio.
Kardinal Minoretti starb am 13. März 1938 in Genua und wurde in der dortigen Kathedrale San Lorenzo beigesetzt.